# ماگنوس اسونسون (بازیکن هاکی روی یخ)
ماگنوس اسونسون (انگلیسی: Magnus Svensson؛ زادهٔ ۱ مارس ۱۹۶۳) بازیکن هاکی روی یخ اهل سوئد بود.